# 雲居官蔵
雲居 官蔵（うんこ かんぞう）は、江戸時代に霧島山に入り、仙人になったという人物。

## 概要
江戸時代の医家橘南谿の紀行文『西遊記』板本巻之四の「仙人」の段によると、薩摩藩士・平瀬新右衛門の子の甚兵衛という人物が、世を逃れて霧島山に入り、仙道を数十年修練し、名を雲居官蔵と改め、飛行の術などを会得したと伝えられ、橘南谿が現地に旅をした頃（天明年間）には百数十歳に達していたと記している。

## 関連文献
- 物集高見「霧島山の雲居官藏」『奇蹟ものがたり 行脚しらべ』144-146頁（雄文堂出版,1922）
- 宮地厳夫ほか「雲居官藏」『本朝神仙記伝 下之巻』95-99頁（本朝神仙記伝発行所,1929）
- 白井喬二,高柳光寿 編「雲居官蔵、霧島山で仙人となる」『日本逸話大事典 第3巻』1326頁（人物往来社,1967）